# Suffolk
Suffolk er et county (omtrent svarende til et amt) på halvøen East Anglia i Østengland.
Det grænser op til Norfolk i nord, Cambridgeshire i vest og Essex i syd. Det samlede befolkningstal er ca. 709.300.
Det har et areal på 3.801 km².
Mod øst bliver en stor del af Suffolks sandede kystområder hastigt eroderet. Mod vest består de lavtliggende jorder primært af ler og kalk fra kridttiden.

## Byer
Hovedbyen (county town) er Ipswich. I købstaden Bury St. Edmunds blev Magna Carta (det berømte engelske frihedsbrev mod enevælden) udformet i 1215.
I byen Leiston ligger den kendte reformskole Summerhill, grundlagt af A.S. Neill i 1927.

## Berømtheder fra Suffolk
Malerne Thomas Gainsborough og John Constable, skuespillerne Bob Hoskins og Ralph Fiennes, Sanger/Sangskriver Ed Sheeran.
Morderen Stephen Wright (Kvæleren fra Ipswich), der i 2006 myrdede fem prostituerede.

## Væsentlige historiske steder
Sutton Hoo, gravsted fra det 6. århundrede for angelsakserne.
Slottet i Framlingham, grundlagt i det 11. eller 12. århundrede.